# Цолликофер, Георгий Георгиевич
Георгий Георгиевич Цолликофер — петербургский архитектор, внук зодчего Егора Цолликофера. В 1907 году закончил Институт гражданских инженеров. С 1908 года служил в департаменте общих дел МВД, около 1917 года был назначен Царскосельским земским инженером.

## Постройки
- 1911 — доходный дом, Шпалерная ул., 5, совместно с А. Ф. Пелем;
- 1912-1913 — собственный доходный дом Цолликофера, проект совместно с Е. Ф. Эделем. Измайловский пр., 21 — 12-я Красноармейская ул.;
- 1913 — доходный дом Э. А. Пель, совместно с А. Ф. Пелем, 1-я линия В. О., 38;
- 1914 — доходный дом лютеранской церкви св. Марии. Сытнинская ул., 11[2].